# 21619 Johnshopkins
21619 Johnshopkins (tên chỉ định: 1999 JN136) là một tiểu hành tinh vành đai chính. Nó được khám phá thông qua Chương trình nghiên cứu đối tượng gần Trái Đất của đài thiên văn Lowell ở Anderson Mesa Station ở Coconino County, Arizona, ngày 9 tháng 5 năm 1999. Nó được đặt theo tên Johns Hopkins, an American entrepreneur, philanthropist, và abolitionist of the 19th century.